# Јегор Буличов
„Јегор Буличов“ је југословенски ТВ филм из 1967. године. Режирао га је Александар Ђорђевић, по драми Максима Горког.

## Улоге
| Глумац              | Улога                 |
| ------------------- | --------------------- |
| Милан Ајваз         | Пропотјев             |
| Маја Димитријевић   | Глафира               |
| Капиталина Ерић     | Зубанова              |
| Рахела Ферари       | Ксенија Буличов жена  |
| Соња Хлебш          | Јелисавета            |
| Иво Јакшић          | Мокеј Баскин          |
| Михаило Јанкетић    | Јаков Заплев          |
| Љиљана Крстић       | Варвара кћи Ксенијина |
| Маријан Ловрић      | Тјатин                |
| Марија Милутиновић  | Таисја                |
| Дубравка Перић      | Александра Шура       |
| Миодраг Радовановић | Доктор                |
| Петар Словенски     | Алексеј               |
| Виктор Старчић      | Павлин свештеник      |
| Стево Жигон         | Андреј Звонцов        |
| Миливоје Живановић  | Јегор Буличов         |
| Јожа Рутић          | Василиј Достигајев    |
| Жарко Митровић      | Трубач                |
| Невенка Микулић     | Меланија              |
| Душан Стефановић    | Донат                 |